# Qeshlāq-e Shamsābād
Qeshlāq-e Shamsābād (persiska: قشلاق شمس آباد) är en ort i Iran.   Den ligger i provinsen Teheran, i den centrala delen av landet, 50 km söder om huvudstaden Teheran. Qeshlāq-e Shamsābād ligger 869 meter över havet och antalet invånare är 104.
Terrängen runt Qeshlāq-e Shamsābād är platt, och sluttar söderut. Runt Qeshlāq-e Shamsābād är det tätbefolkat, med 297 invånare per kvadratkilometer. Närmaste större samhälle är Qarchak, 18,2 km norr om Qeshlāq-e Shamsābād. Trakten runt Qeshlāq-e Shamsābād består till största delen av jordbruksmark.